# Procesy przygotowujące
Procesy przygotowujące – ogólna nazwa wietrzenia fizycznego i wietrzenia chemicznego, których efektem jest powstanie pokrywy zwietrzelinowej, w której zachodzą procesy morfogenetyczne prowadzące do powstania nowych form powierzchni Ziemi.